# スローンとマクヘールの謎の物語
『スローンとマクヘールの謎の物語』（スローンとマクヘールのなぞのストーリー）は、レベルファイブから2009年5月21日に発売されたニンテンドーDS用ゲームソフト。アタマニアシリーズの第1弾である。
通常、人間同士が質問と回答を繰り返して推理を進めることで遊ぶ「水平思考パズル」を、ニンテンドーDSで遊べるようにアレンジした内容となっている。
原作は、水平思考パズルの代表的な書籍である「ウミガメのスープ」シリーズ（エクスナレッジ社）である。タイトルの「スローンとマクヘール」とは、その作者のポール・スローンとデス・マクヘールを指している。
水平思考パズルのルール・例題については当該項目を参照のこと。
2009年9月3日には、続編『スローンとマクヘールの謎の物語2』が発売された。基本的なシステムは前作と同じだが、問題を解いていくとサブゲームが遊べるようになるという要素が追加されている。

## ゲーム内容
ゲームは、1問ずつ問題を解いていくことで進行する。問題文には、主に物語の結末だけが書かれている。なぜその結末になったのか、理由を解き明かすことがプレイヤーの目的である。
メインのゲーム画面には問題文が表示されている。文中の主要な単語をタッチペンでタッチすると、その周囲に関連のありそうな他の単語が表示される。それらをタッチペンを使って線で結ぶと、質問文が作成される。質問を決定すると、「はい」「いいえ」「関係ない」のいずれかで回答が返ってくる。プレイヤーはこの操作を繰り返して、回答で得られる情報から推理を行い、物語の核心を探っていく。
物語の核心に近い質問をすると、そのときの質疑はヒント欄に残り、後で見返すことができる。
また、物語の核心により近い質問をすると、問題文に書かれていない「シークレットワード」がオープンされる。シークレットワードは物語の核心に密接した単語であり、その単語自身や、その単語を使った質問の回答は、問題を解く上で大きなヒントになる。
答えがわかったと思ったら、「解答する」ボタンをタッチすると解答モードに移行する。解答モードでは、プレイヤーが考えている解答が出題者の解答と一致しているかのチェックとして、数個の質問を出題される。それらに全て正解すると、1問クリアとなり、解説を見ることができる。